# Gloria Grahame
Gloria Grahame Hallward (Los Angeles, 28 novembre 1925 – New York, 5 ottobre 1981) è stata un'attrice statunitense.

## Biografia
Figlia di una nota attrice teatrale e insegnante di recitazione, Gloria Grahame non ebbe difficoltà a intraprendere una prestigiosa carriera di attrice sui palcoscenici di Broadway. Nel 1944 firmò un contratto in esclusiva con la MGM e si mise in evidenza con ruoli di bionda e sensuale tentatrice, capace di irretire con il suo fascino anche personaggi maschili miti come il George Bailey (James Stewart) de La vita è meravigliosa (1946) di Frank Capra. L'anno dopo ottenne la prima nomination agli Oscar come miglior attrice non protagonista per il ruolo di Ginny Tremaine in Odio implacabile (1947), ma a vincere fu Celeste Holm per Barriera invisibile. 

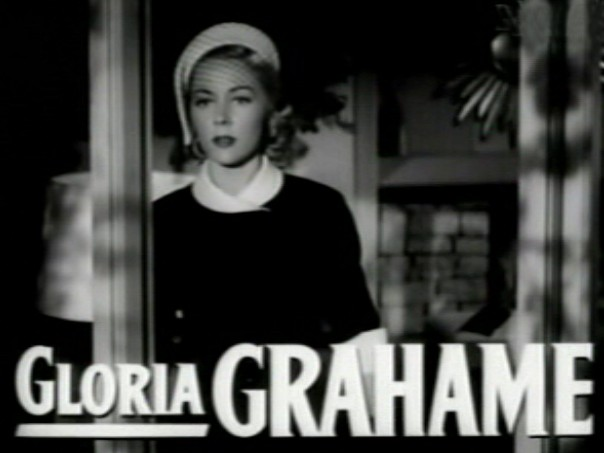
La Grahame ne Il bruto e la bella (1952)

Il film che la mise in luce fu però il noir Il diritto di uccidere (1950), diretto dall'allora marito Nicholas Ray, con cui inaugurò una lunga galleria di personaggi di "bad girls" con drammatici conflitti interiori, che l'attrice interpretò durante gli anni cinquanta.
Per Il bruto e la bella (1952) vinse un Oscar alla miglior attrice non protagonista per il ruolo di Rosemary Bartlow, la volubile e civettuola moglie di uno scrittore. Nello stesso anno interpretò la bellissima Angela, un'artista circense, ne Il più grande spettacolo del mondo e l'ambigua Irene in So che mi ucciderai. L'anno dopo offrì l'indimenticabile interpretazione della vulnerabile e disperata prostituta Debbie nel noir Il grande caldo (1953) di Fritz Lang, il cui volto viene sfigurato e rappresenta la doppia natura del personaggio, una donna perduta che si riscatta per amore del poliziotto interpretato da Glenn Ford.
Nel successivo La bestia umana (1954), sempre diretto da Fritz Lang, la Grahame diede un'altra grande prova nei panni di un'equivoca seduttrice, ruolo che era già stato di Simone Simon ne L'angelo del male (1938) di Jean Renoir. Il suo ultimo vero grande personaggio fu quello di una moglie nevrotica nel melodramma La tela del ragno (1955) di Vincente Minnelli, mentre la partecipazione al musical Oklahoma! (1956) chiuse praticamente la stagione d'oro dell'attrice.
Dagli anni sessanta la carriera della Grahame fu discontinua e complicata da alterne vicende personali, aggravate da trascurati problemi di salute. Nel marzo del 1974 le fu diagnosticato un cancro al seno. La Grahame si sottopose subito alla radioterapia, cambiò dieta, smise di fumare e bere alcolici e si rivolse anche a cure omeopatiche. In meno di un anno il cancro andò in remissione, ma si ripresentò nel 1980, allorché la Grahame rifiutò di riconoscere la diagnosi e di sottoporsi nuovamente alla radioterapia. Nonostante la malattia, Grahame continuò a lavorare in produzioni teatrali negli Stati Uniti e nel Regno Unito, vivendo per qualche tempo a Liverpool. Mentre lavorava a Londra nel settembre 1981 si sottopose a un trattamento per rimuovere il liquido in eccesso nell'addome, ma durante la procedura il medico accidentalmente le forò l'intestino causandole una peritonite. Dopo essere stati informati dell'accaduto, i suoi figli Timothy e Paulette si recarono a Londra e decisero di portare la madre di nuovo negli Stati Uniti, dove nell'ottobre del 1981 fu ricoverata all'ospedale St. Vincent a New York City. Morì un paio di ore dopo il ricovero, all'età di 56 anni. È sepolta nel Oakwood Memorial Park Cemetery a Chatsworth, in California.

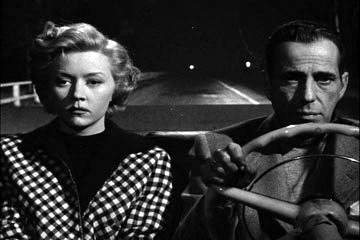
Con Humphrey Bogart ne Il diritto di uccidere (1950)

Gli ultimi tormentati anni della vita di Gloria Grahame sono stati rievocati nel film Le stelle non si spengono a Liverpool (2017) di Paul McGuigan, interpretato da Annette Bening, Jamie Bell e Julie Walters e basato sull'omonimo libro di memorie dell'attore Peter Turner.

## Filmografia

### Cinema
- Polka Dot Polka (1944) - cortometraggio (non accreditata)
- My Heart Tells Me (1944) - cortometraggio (non accreditata)
- Blonde Fever, regia di Richard Whorf (1944)
- Senza amore (Without Love), regia di Harold Bucquet (1945)
- La vita è meravigliosa (It's a Wonderful Life), regia di Frank Capra (1946)
- Accadde a Brooklyn (It Happened in Brooklyn), regia di Richard Whorf (1947)
- Odio implacabile (Crossfire), regia di Edward Dmytryk (1947)
- Il canto dell'uomo ombra (Song of the Thin Man), regia di Edward Buzzell (1947)
- Merton of the Movies, regia di Robert Alton (1947)
- Hai sempre mentito (A Woman's Secret), regia di Nicholas Ray (1949)
- Donne di frontiera (Roughshod), regia di Mark Robson (1949)
- Il diritto di uccidere (In a Lonely Place), regia di Nicholas Ray (1950)
- Il più grande spettacolo del mondo (The Greatest Show on Earth), regia di Cecil B. DeMille (1952)
- L'avventuriero di Macao (Macao), regia di Josef von Sternberg (1952)
- So che mi ucciderai (Sudden Fear), regia di David Miller (1952)
- Il bruto e la bella (The Bad and the Beautiful), regia di Vincente Minnelli (1952)
- Il muro di vetro (The Glass Wall), regia di Maxwell Shane (1953)
- Salto mortale (Man on a Tightrope), regia di Elia Kazan (1953)
- Il grande caldo (The Big Heat), regia di Fritz Lang (1953)
- La spada del deserto (Prisoners of the Casbah), regia di Richard Bare (1953)
- L'età della violenza (The Good Dye Young), regia di Lewis Gilbert (1954)
- La bestia umana (Human Desire), regia di Fritz Lang (1954)
- Anatomia di un delitto (Naked Alibi), regia di Jerry Hopper (1954)
- La tela del ragno (The Cobweb), regia di Vincente Minnelli (1955)
- Nessuno resta solo (Not as a Stranger), regia di Stanley Kramer (1955)
- Oklahoma!, regia di Fred Zinnemann (1955)
- L'uomo che non è mai esistito (The Man Who Never Was), regia di Ronald Neame (1956)
- La cavalcata della vendetta (Ride Out for Revenge), regia di Bernard Girard (1957)
- Strategia di una rapina (Odds Against Tomorrow), regia di Robert Wise (1959)
- El tigre (Ride Beyond Vengeance), regia di Bernard McEveety (1966)
- Il martello macchiato di sangue (Blood and Lace), regia di Philip Gilbert (1971)
- L'idolo (The Todd Killings), regia di Barry Shear (1971)
- Chandler, regia di Paul Magwood (1971)
- La polizia non perdona (The Loners), regia di Sutton Roley (1972)
- Erica... un soffio di perversa sessualità (Tarot), regia di José Maria Fourqué (1974)
- Mama's Dirty Girls, regia di John Hayes (1974)
- Terrore nel buio (Mansion of the Doomed), regia di Michael Pataki (1976)
- La soffiata (A Nightingale Sang in Berkeley Square), regia di Ralph Thomas (1979)
- Head Over Heels, regia di Joan Micklin Silver (1979)
- Una volta ho incontrato un miliardario (Melvin and Howard), regia di Jonathan Demme (1980)
- La casa del sortilegio (The Nesting), regia di Armand Weston (1981)

### Televisione
- Frances Farmer Presents – serie TV, 1 episodio (1958)
- General Electric Theater – serie TV, episodio 9x15 (1961)
- Harrigan and Son – serie TV, 1 episodio (1961)
- The New Breed – serie TV, episodio 1x12 (1961)
- Sam Benedict – serie TV, 1 episodio (1962)
- Grindl – serie TV, 1 episodio (1964)
- The Outer Limits – serie TV, 1 episodio (1964)
- Il fuggiasco (The Fugitive) – serie TV, 1 episodio (1964)
- La legge di Burke (Burke's Law) – serie TV, 2 episodi (1964-1965)
- Iron Horse – serie TV, episodio 1x23 (1967)
- Dove vai Bronson? (Then Came Bronson) – serie TV, 1 episodio (1969)
- Daniel Boone – serie TV, 1 episodio (1970)
- Reporter alla ribalta (The Name of the Game) – serie TV, 1 episodio (1970)
- Mannix – serie TV, 1 episodio (1970)
- Il ricco e il povero (Rich Man, Poor Man) – serie TV, 1 episodio (1976)
- Settima strada (Seventh Avenue) – serie TV, 2 episodi (1977)
- Kojak – serie TV, 1 episodio (1977)
- Il brivido dell'imprevisto (Tale of the Unexpected) – serie TV, 2 episodi (1980-1984)

## Riconoscimenti
- Premio Oscar
  - 1948 – Candidatura alla miglior attrice non protagonista per Odio implacabile
  - 1953 – Miglior attrice non protagonista per Il bruto e la bella
- Golden Globe
  - 1953 – Candidatura alla migliore attrice non protagonista per Il bruto e la bella
- Hollywood Walk of Fame
  - 1960 – Stella

## Doppiatrici italiane
- Rina Morelli in Il più grande spettacolo del mondo, Il muro di vetro, Il grande caldo, La tela del ragno
- Rosetta Calavetta in Salto mortale, L'età della violenza, Nessuno resta solo
- Dhia Cristiani in Il diritto di uccidere, So che mi ucciderai
- Renata Marini in L'avventuriero di Macao, Il bruto e la bella
- Micaela Giustiniani in La vita è meravigliosa[8]
- Wanda Tettoni in Odio implacabile
- Gemma Griarotti in Il canto dell'uomo ombra
- Andreina Pagnani in La bestia umana
- Marina Dolfin in Oklahoma![9]
- Lydia Simoneschi in L'uomo che non è mai esistito
- Maria Pia Di Meo in Strategia di una rapina